# Saurauia mahmudii
Saurauia mahmudii är en tvåhjärtbladig växtart som beskrevs av R.D. Hoogland. Saurauia mahmudii ingår i släktet Saurauia och familjen Actinidiaceae. Inga underarter finns listade i Catalogue of Life.